# Mortal Kombat II
Mortal Kombat II är ett arkadspel från 1993, och är det andra spelet i Mortal Kombat-serien. Det porterades 1994 för olika hemkonsoler. Spelet släpptes i Sverige till flera olika spelmaskiner under hösten 1994. Super NES-versionen av Mortal Kombat II var, till skillnad från föregångaren, inte censurerad.